# Kabinett Geir Hallgrímsson
Das Kabinett Geir Hallgrímsson war eine Regierung der am 17. Juni 1944 ausgerufenen Demokratischen Republik Island (isländisch Lýðveldið Ísland). Es wurde am 28. August 1974 gebildet und löste das Kabinett Ólafur Jóhannesson I ab. Es blieb bis zum 1. September 1978 im Amt, woraufhin es vom Kabinett Ólafur Jóhannesson II abgelöst wurde. 
Dem Kabinett gehörten Mitglieder der Unabhängigkeitspartei (Sjálfstæðisflokkurinn) sowie der Fortschrittspartei (Framsóknarflokkurinn) an.

## Regierungsmitglieder
| Amt                                                        | Amtsinhaber               | Beginn der Amtszeit | Ende der Amtszeit |
| ---------------------------------------------------------- | ------------------------- | ------------------- | ----------------- |
| Premierminister                                            | Geir Hallgrímsson         | 28. August 1974     | 1. September 1978 |
| Minister für Statistik (Hagstofa Íslands)                  | Geir Hallgrímsson         | 28. August 1974     | 1. September 1978 |
| Außenminister                                              | Einar Ágústsson           | 28. August 1974     | 1. September 1978 |
| Industrieminister                                          | Gunnar Thoroddsen         | 28. August 1974     | 1. September 1978 |
| Sozialminister                                             | Gunnar Thoroddsen         | 28. August 1974     | 1. September 1978 |
| Landwirtschaftsminister                                    | Halldór Eggert Sigurðsson | 28. August 1974     | 1. September 1978 |
| Verkehrsminister                                           | Halldór Eggert Sigurðsson | 28. August 1974     | 1. September 1978 |
| Fischereiminister                                          | Matthías Bjarnason        | 28. August 1974     | 1. September 1978 |
| Minister für Gesundheit und soziale Sicherheit             | Matthías Bjarnason        | 28. August 1974     | 1. September 1978 |
| Finanzminister                                             | Matthías Mathiesen        | 28. August 1974     | 1. September 1978 |
| Justizminister und Minister für kirchliche Angelegenheiten | Ólafur Jóhannesson        | 28. August 1974     | 1. September 1978 |
| Handelsminister                                            | Ólafur Jóhannesson        | 28. August 1974     | 1. September 1978 |
| Bildungsminister                                           | Vilhjálmur Hjálmarsson    | 28. August 1974     | 1. September 1978 |